# Léger de Vienne
Pour les articles homonymes, voir Léger.
Léger (Léodégar ou Leodegarius), mort le 12 juin 1070, est un archevêque-comte de Vienne du début du XIe siècle, issu très probablement de la famille de Clérieu.

## Biographie

### Origines
Léger, que l'on trouve également mentionné sous les formes Leudegarii, Leodegarius, Leodegarium ou encore Léodégar, serait le fils de Guillaume et Fida (Fides) de Clerieux, d'après une charte du 23 novembre 1025, abbé de Saint-Bernard (Leodegarium, Willelmi…filium),. Chevalier commente « que sa famille exerçait une juridiction seigneuriale sur Romans […] l'abbaye elle même leur échut à titrte de fief ». Son père serait peut être ainsi Guillaume l'Ancien, de Clérieu.
Il aurait trois frères, Guillaume Manceps, Armand et Adon. Son père et son frère Guillaume sont mentionnés à ses côtés lors du synode de 1036.

### Accession au trône de Vienne
Chanoine du Puy, Léger est élu abbé de Saint-Barnard, le 23 novembre 1025, selon le Cartulaire de l'abbaye,,. Pour cette période, un acte du Regeste dauphinois indique qu'il est « clerc de l'église de Romans ».
Léger est élu et accède au siège archiépiscopal de Vienne. L'abbé et historien Ulysse Chevalier (1879) donne l'année 1030, indiquant que Léger « figure comme tel dans une foule d'actes des Cartulaires de Romans et de Vienne ». Cependant, dans son ouvrage Regeste dauphinois (1912), il apporte une correction puisque l'année 1031 est celle retenue comment étant également l'année de la mort de son prédécesseur Burchard.
Dans son livre épiscopal (voir ci-après), Léger se place comme le 61e chef de l'Église de Vienne. Après analyse, l'historien Louis Duchesne le place plus justement au 56e rang.

### Épiscopat
Le 3 novembre 1036, il réunit un synode à Vienne ayant pour but de restaurer le monastère de St-Ferréol à Grigny,. L'année suivante, le 2 octobre 1037, il en organise un second à Romans.
Il participe au concile de Chalon de 1056, présidé par le cardinal-légat Hildebrand,. Le pape Victor II confirme la même année à l'évêque et les chanoines l'immunité de l'église de Romans.
En 1058, il consacre l'église prieuriale de Domène, aux côtés de Ebbon, archevêque de Tarentaise, Viminien, archevêque d'Embrun, et Artaud, évêque de Grenoble.

### Mort et succession
Léger serait mort le 12 juin 1070, selon la Notice chronologico-historique sur les archevêques de Vienne (1879). Chevalier confirme la date dans le Regeste dauphinois (1912) en publiant son obit en date du 12 juin (1070). De même, Duchesne (1894) fait terminer l'épiscopat de Léger le 12 juin 1070. Le site généalogique de la Foundation for Medieval Genealogy donne l'année 1054.

## Livre épiscopal
Léger est l'auteur, vers le milieu de son archiépiscopat, d'un ouvrage historique qui s'inspire du catalogue de l'évêque Adon de Vienne (799‑875),.
L'historien René Poupardin (1901) indique que le texte primitive a été perdu, « mais ses brèves notices ont été découpées et arrangée selon l'ordre du calendrier dans la compilation intitulée Hagiologium Viennense ». Cette compilation — Hagiologium Viennense, Liber episcopalis ou Catalogue épiscopal de Vienne attribué à l'archevêque Léger) — a fait l'objet d'une publication par l'abbé et historien Ulysse Chevalier,.
L'historien Louis Duchesne (1894) présente le Livre épiscopal, reconstitué selon sa forme primitive.

### Regeste dauphinois
1. ↑  Regeste dauphinois, p. p. 282, Tome 1, Fascicules 1-3, Acte no 1679 1025 (lire en ligne).
2. 1 2  Regeste dauphinois, p. p. 282, Tome 1, Fascicules 1-3, Acte no 1683 (1025)? (lire en ligne).
3. 1 2  Regeste dauphinois, p. p. 282, Tome 1, Fascicules 1-3, Acte no 1686 23 novembre (1025) (lire en ligne).
4. 1 2  Regeste dauphinois, p. 299, Tome 1, Fascicules 1-3, Acte no 1775 3 novembre 1036  (lire en ligne).
5. ↑  Regeste dauphinois, p. 291, Tome 1, Fascicules 1-3, Acte no 1732 (lire en ligne).
6. ↑  Regeste dauphinois, p. 302, Tome 1, Fascicules 1-3, Acte no 1788 2 octobre 1037 (lire en ligne).
7. ↑  Regeste dauphinois, p. 325, Tome 1, Fascicules 2 Acte no 1916 (lire en ligne).
8. ↑  Regeste dauphinois, p. 325-326, Tome 1, Fascicules 2 Acte no 1917 (lire en ligne).
9. ↑  Regeste dauphinois, p. 331, Tome 1, Fascicules 2 Acte no 1940 (lire en ligne).
10. ↑  Regeste dauphinois, p. 356, Tome 1, Fascicule 2, Acte no 2067 12 juin (1070) (lire en ligne).

### Autres références
1. 1 2 3  Ulysse Chevalier, Cartulaire de l'Abbaye de Saint-Barnard de Romans. Nouvelle édition complète d'après le ms. original classée par ordre chronologique (817-1093). 1re partie, Vienne, 1898, 224 p., pp. 84-86, 74. (Carta de electione Loedegarii abbatis) charte du 23 novembre 1025.
2. 1 2 3 4  (en) Charles Cawley, « Léger », sur fmg.ac/MedLands (Foundation for Medieval Genealogy) (consulté en juin 2020).
3. ↑  Christian Lauranson-Rosaz, « Le Velay et la croisade », dans Le concile de Clermont de 1095 et l’appel à la croisade. Actes du colloque universitaire international de Clermont-Ferrand (23-25 juin 1995), Publications de l'École française de Rome, 1997 (lire en ligne [PDF]), chap. 236, p. 46.
4. 1 2 3  Ulysse Chevalier, Notice chronologico-historique sur les archevêques de Vienne : d'après des documents paléographiques inédits, Vienne, 1879, 18 p. (lire en ligne), p. 11-12.
5. 1 2 3  Duchesne, 1894, p. 166 (lire en ligne).
6. ↑  Duchesne, 1894, p. 172 (lire en ligne).
7. ↑  Jean Régné, Histoire du Vivarais (vol.2). Le développement politique et administratif du pays, de 1039 à 1500, Conseil général de l'Ardèche, 1978 (lire en ligne), p. 18-19.
8. ↑  Duchesne, 1894, p. 205 (lire en ligne).
9. ↑  André Pelletier, Vienna, Vienne, Presses universitaires de Lyon, coll. « Galliæ civitates », 2001, 188 p. (ISBN 978-2-72970-677-7, lire en ligne), p. 161-162.
10. 1 2 3  René Poupardin, Le Royaume de Provence sous les Carolingiens, 855-933, Paris, Librairie Émile Bouillon, 1901, 468 p. (lire en ligne), p. 251, Appendice n°8.
11. ↑  Documents inédits relatifs au Dauphiné, Grenoble (Impr. de Prudhomme), t. II, 1868 , pp. 1-13.